# Geoffroy de Briel
Geoffroy de Briel, dans la littérature ancienne Geoffroy de Bruyères, (c. 1223 – 1275) est un chevalier franc, troisième seigneur de la baronnie de Karytaina en principauté d'Achaïe (Grèce franque). Il mène une vie haute en couleur et mouvementée, narrée dans la Chronique de Morée. Considéré comme le meilleur chevalier de la principauté, il participe aux guerres qui l'opposent à l'Empire byzantin. Capturé à la bataille de Pélagonia en 1259, il est renvoyé en Achaïe en 1261 pour transmettre les conditions posées par les Byzantins pour la conclusion d'un traité. Geoffroy est privé à deux reprises de sa baronnie : la première fois pour s'être rebellé contre son oncle, le prince d'Achaïe Guillaume II de Villehardouin ; la deuxième fois pour avoir abandonné la principauté sans permission afin de retrouver sa maitresse, la femme de l'un de ses vassaux, en Italie. Pardonné les deux fois, il doit désormais considérer son titre comme un cadeau du prince. Il meurt sans descendance en 1275, et la baronnie de Karýtena est divisée.

## Origines
Geoffroy est le fils d'Hugues de Briel et d'Alice de Villehardouin, fille du prince d'Achaïe Geoffroy Ier de Villehardouin. La famille, originaire de Briel-sur-Barse en Champagne, est désignée sous divers noms selon les sources : Brieres ou Prieres (Μπριέρες or Πριέρης en grec), Bruières, Briers, Briel ou Brielle. Le père de Geoffroy hérite de la baronnie de Karýtena vers 1222 de son frère, Renaud de Briel. Il s'agit de la troisième baronnie de la principauté en taille après celles d'Akova et Patras. Elle compte 22 fiefs de chevaliers et est responsable de surveiller les habitants séditieux de la zone montagneuse de la Skorta,.

## Baron de Karýtena et révolte contre Guillaume de Villehardouin

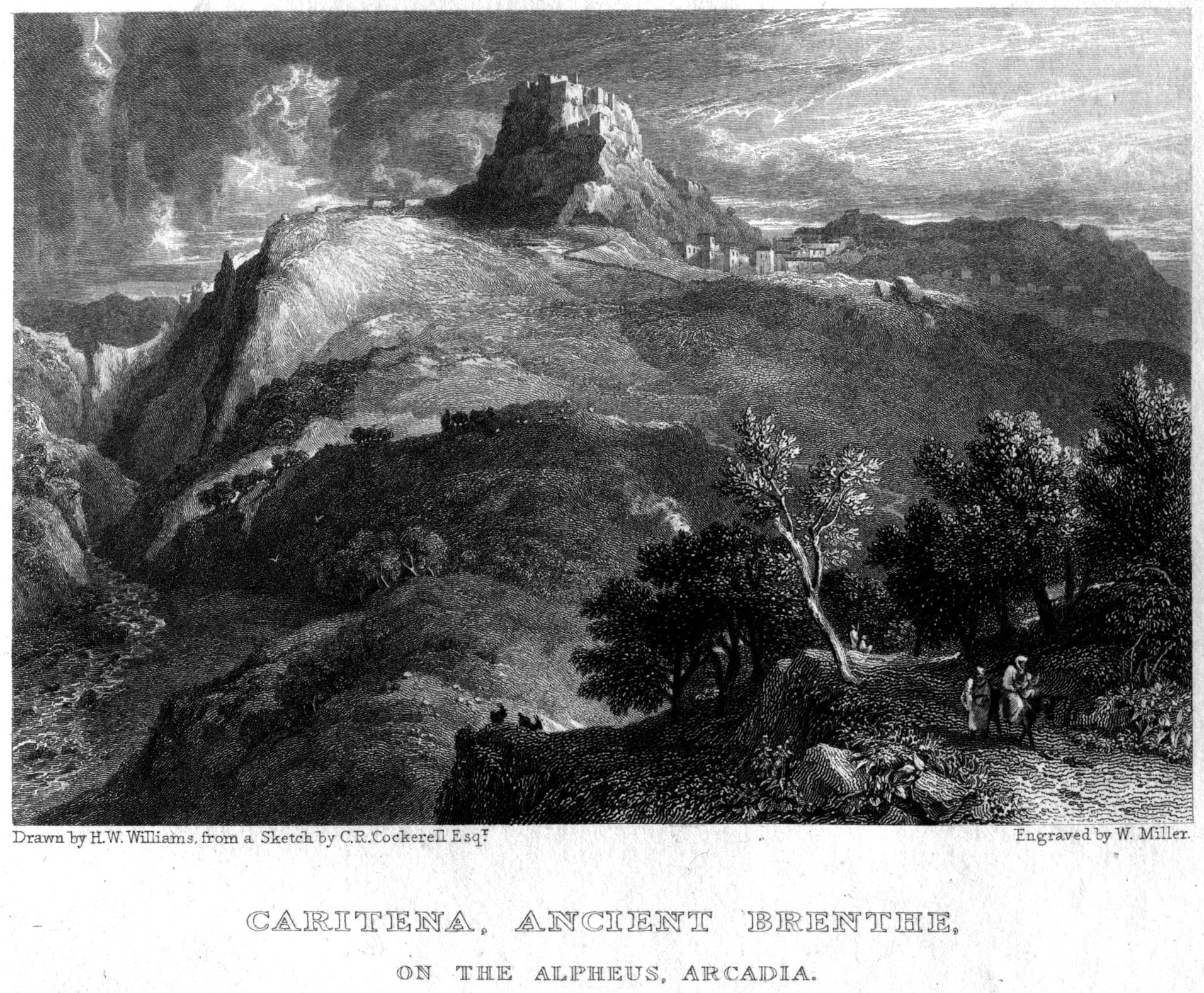
Vue de Karýtena et son château, gravure de William Miller (1829).

Geoffroy est né en Grèce, possiblement à Karýtena, peu après l'arrivée de son père (vers 1222-1223). Hugues de Briel meurt au début de l'année 1238, avant sa quarantième année, et le jeune Geoffroy lui succède. Les principales sources sur la vie de Geoffroy sont les diverses versions de la Chronique de Morée, qui selon les mots de l'historien Antoine Bon,« raconte avec tant de détails et de complaisance les multiples et pittoresques aventures » d'une « figure curieuse, attachante, très représentative de la génération des seigneurs francs nés en Grèce ». Selon la Chronique, Geoffroy fait bâtir le château de Karýtena, la « Tolède grecque » comme la qualifie l'historien William Miller,. Il jouit par ailleurs d'une excellente réputation comme guerrier, réputé être l'« un des meilleurs chevaliers de Morée ». D'après la version aragonaise de la Chronique, il entretient une école de chevalerie au château de Karýtena où les fils des nobles grecs sont formés à la manière occidentale.
Geoffroy épouse Isabelle de la Roche, fille du duc d'Athènes Guy Ier de La Roche. En 1256–1258, il est impliqué dans la Guerre de succession de Négrepont, d'abord comme lieutenant de son oncle, le prince Guillaume II de Villehardouin. Il commande une armée qui dévaste l'Eubée et récupère la ville de Négrepont pour le compte du prince. Plus tard, il rejoint son beau-père Guy de la Roche et les autres seigneurs francs qui s'opposent aux ambitions hégémoniques de Guillaume. Ce dernier cependant s'impose à la bataille du mont Karydi en 1258 ; un parlement est alors réuni à Nikli pour juger les seigneurs vaincus. Geoffroy obtient le pardon du prince et ses terres confisquées lui sont rendues, mais cette fois comme une concession personnelle plutôt qu'un fief gagné par sa conquête,,.

## Bataille de Pélagonia, captivité puis séjour en Italie

Carte de la Morée (Péloponnèse) au Moyen-Âge.

En 1259, Geoffroy fait partie de l'armée princière qui rejoint l'alliance achaïo-épiro-sicilienne s'opposant à l'Empire de Nicée. Les forces alliées, minées par la méfiance entre les Latins et les Grecs d'Épire, sont écrasées à la bataille de Pélagonia. Le prince Guillaume et la plupart de ses barons, dont Geoffroy, sont capturés à la suite de la bataille.
Ils restent en captivité jusqu'en 1261, quand, après la prise de Constantinople par les Grecs nicéens, l'empereur Michel VIII Paléologue propose de les relâcher en échange d'un serment de fidélité et la cession de forteresses dans le sud-est de la Morée. Guillaume accepte ; Geoffroy est alors relâché afin de transmettre les propositions de l'empereur aux nobles de la principauté. Un parlement est réuni une nouvelle fois à Nikli, en présence de Geoffroy, Guy de la Roche et du chancelier de la principauté, Léonard de Veroli. Cette assemblée est connue sous le nom de « Parlement des Dames », les seigneurs captifs étant représentés par leurs épouses. Le parlement accepte les termes de l'empereur : Geoffroy livre alors les châteaux aux Grecs et retourne à Constantinople avec plusieurs otages, permettant la libération du prince Guillaume et de ses barons.
La reddition des forteresses inaugure une longue période de conflit entre les Grecs de l'Empire byzantin reconstitué et les forces de la principauté contrôlant la Morée. Le prince Guillaume est délié par le pape de ses serments envers l'empereur, et la guerre commence dès son retour sur ses terres. Malgré cette situation précaire, Geoffroy s'absente de Morée, sans permission de Guillaume, et passe les années 1263 à 1265 en Italie, officiellement en pèlerinage, mais en réalité, il vit avec la femme d'un de ses vassaux, Jean de Katavas. Son absence permet aux habitants de la Skorta de se soulever et d'aider les troupes byzantines dans leur offensive. Cette dernière est stoppée par le même Jean de Katavas à la bataille de Prinitza. Geoffroy est à nouveau privé de sa baronnie pour cet acte, mais il est pardonné et restauré dans son fief à son retour.

## Dernières années et mort
Geoffroy est mentionné à nouveau dans les campagnes du début des années 1270, quand Michel VIII Paléologue envoie un nouveau commandant en Morée, Alexis Doukas Philanthropène. En 1270, Geoffroy et son voisin, le baron d'Akova, se joignent à l'armée princière avec 150 cavaliers et 200 hommes d'infanterie. La force latine mène des raids dans les possessions byzantine de Laconie, mais Philanthropène évite d'être entraîné dans une bataille rangée. S'ensuit une période de paix relative, due au deuxième concile de Lyon, mais en 1275, la trêve mutuelle est rompue par les Grecs. Le prince Guillaume confie une force de 50 cavaliers et 200 archers à Geoffroy, qui les stationne de manière à surveiller les défilés de la Skorta, mais il meurt de dysenterie à la fin de l'année 1275. Après sa mort, la baronnie de Karýtena subit les attaques des Byzantins et leur revient finalement en 1320.
Geoffroy meurt sans enfant. La baronnie, obtenue par concession et n'étant héritable que par un descendant direct de Geoffroy, est divisée à sa mort : une moitié reste à sa veuve, Isabelle de la Roche, qui épouse Hugues de Brienne, avant sa mort en 1279, et l'autre revient au domaine princier. Deux prétendants à l'héritage de Geoffroy apparaissent dans les années suivantes : un certain Jean Pestel, qui n'aboutit à rien, et le neveu de Geoffroy, Geoffroy le Jeune, qui après beaucoup d'obstination arrive à obtenir le fief de Moraina,.

### Sources modernes
- Antoine Bon, La Morée franque : Recherches historiques, topographiques et archéologiques sur la principauté d’Achaïe, Paris, De Boccard, 1969 (lire en ligne)
- (el) Maria Dourou-Iliopoulou, Το Φραγκικό Πριγκιπάτο της Αχαΐας (1204-1432). Ιστορία. Οργάνωση. Κοινωνία. [« La principauté franque d'Achaïe (1204-1432). Histoire. Organisation. Société. »], Thessalonique, Vanias Publications,‎ 2005 (ISBN 960-288-153-4)
- (en) Theodore Evergates, « The Origin of the Lords of Karytaina in the Frankish Morea », Medieval Prosopography, vol. 15, no 1,‎ 1994, p. 81–114 (JSTOR 44947037).
- (en) Jean Longnon, « The Frankish States in Greece, 1204–1311 », dans Robert Lee Wolff et Harry W. Hazard, A History of the Crusades, Volume II: The Later Crusades, 1189–1311, University of Wisconsin Press, 1969 (ISBN 0-299-06670-3), p. 234–275
- (en) William Miller, Essays on the Latin Orient, Cambridge, Cambridge University Press, 1921 (lire en ligne)
- (en) Kenneth M. Setton, The Papacy and the Levant (1204–1571), Volume I : The Thirteenth and Fourteenth Centuries, Philadelphie, Pennsylvanie, The American Philosophical Society, 1976, 512 p. (ISBN 0-87169-114-0, lire en ligne)